# Santa María (Huila)
Santa María est une municipalité située dans le département de Huila, en Colombie.